# Acrocera melanogaster
Acrocera melanogaster är en tvåvingeart som beskrevs av Evert I. Schlinger 1961. Acrocera melanogaster ingår i släktet Acrocera och familjen kulflugor.
Artens utbredningsområde är Arizona. Inga underarter finns listade i Catalogue of Life.